# The Courier-Mail
The Courier-Mail ist eine Tageszeitung, die in Brisbane, Queensland in Australien veröffentlicht wird. Die Zeitung gehört zur News Corporation und wird von Montag bis Samstag im Tabloid-Format herausgegeben. Die Redaktionsbüros der Zeitung befinden sich in Bowen Hills, einem nördlichen Vorort Brisbanes. Gedruckt wird die Zeitung in Murarrie im Osten der Stadt.

## Geschichte
Der Schriftsteller Sidney Lyons kam 1846 aus Sydney nach Brisbane und hatte die Absicht, hier eine Zeitung zu gründen, vermutlich beeinflusst von John Dunmore Lang, der Lyons dazu gebracht hatte, nach Australien auszuwandern. Sidney Lyons tat sich mit James Swan, einem Drucker, der zuvor an Langs Zeitung The Colonialist in Sydney mitgearbeitet hatte. Die beiden Männer ließen sich an der Kreuzung von Queen Street, Brisbane und Albert Street, Brisbane nieder, in einem Gebäude, das später als North Star Hotel bekannt wurde.
Die erste Ausgabe des Moreton Bay Courier mit einem Umfang von vier Seiten erschien am Samstag, den 20. Juni 1846, Lyons war der Redakteur und Swan der Herausgeber. Die Zeitung erschien einmal wöchentlich samstags.
Nach etwa 18 Monaten gerieten beide miteinander in Streit, was die Ausrichtung der Zeitung anging. So war man sich beispielsweise nicht über die Transportgewohnheiten von Häftlingen und deren Unterbringung einig, sodass Lyons Ende 1847 die alleinige Kontrolle über die Zeitung übernahm. Lyons geriet jedoch in finanzielle Schwierigkeiten, sodass Swan die Zeitung alleine übernahm. Schließlich verkaufte James Swan die Zeitung an Thomas Blacket Stephens.
Als Stephens die Zeitung im Mai 1861 übernahm, wandelte er sie bald in einer Tageszeitung um, den Courier, die 1864 zum Brisbane Courier wurde. Im Juni und Juli 1868 begründete er die Brisbane Newspaper Company und transferierte alle Rechte am Brisbane Courier an dieses Unternehmen. Er war der geschäftsführende Direktor bis zu seinem Rückzug ins Privatleben im November 1873, als die Zeitung versteigert wurde. John James Knight war Chefredakteur des Brisbane Courier von 1906 bis 1916 wurde später Geschäftsführer und Herausgeber aller Veröffentlichungen des Unternehmens.
Die erste Ausgabe von The Courier-Mail wurde am 28. August 1933 veröffentlicht, nachdem The Brisbane Courier und The Daily Mail, die erstmals am 3. Oktober 1903 erschienen war, miteinander fusionierten. Diese Fusion erfolgt aufgrund der Weltwirtschaftskrise, die beide Zeitungen finanzielle Verluste bereitete.

## Politischer Standpunkt
Wie die meisten Zeitungen der News Corporation nimmt The Courier-Mail eine Stellung für den Freien Markt und die Globalisierung.

## Verbreitung
The Courier-Mail hat die vierthöchste Auflage aller Tageszeitungen in Australien. Im Juni 2006 hatte die durchschnittlich verkaufte Wochentagsauflage eine Höhe von 224.689 Exemplaren, die Samstagsausgabe wurde 326.767 mal verkauft. Etwa drei Viertel der Leserschaft der Zeitung kommen aus dem Bereich der Metropolregion Brisbane.